# Чиполето (Перуђа)
Чиполето је насеље у Италији у округу Перуђа, региону Умбрија.
Према процени из 2011. у насељу је живело 1034 становника. Насеље се налази на надморској висини од 430 м.